# Disputa Somaliland-Puntland
La disputa Somaliland-Puntland è una disputa territoriale tra lo stato non riconosciuto del Somaliland e l'entità autonoma somala del Puntland, relativa alle regioni settentrionali somale di Sanag, Sol e Cayn (o Ayn), indicate con la sigla SSC. Iniziata alla fine degli anni novanta, la contesa territoriale è ancora in atto ed ha in realtà coinvolto anche altri Stati autonomi che sono sorti ed hanno rivendicati tutti o una parte dei territori in questione.
Il 1º luglio 2007 è stato dichiarato nel Sanag un nuovo Stato autonomo, il Maakhir, che non è stato riconosciuto da nessuno dei due Stati contendenti. Peraltro il Maakhir si è sciolto confluendo nel Puntland in data 11 gennaio 2009.
Il 1º maggio 2008 sul Sanag e gli altri territori contesi è sorto anche lo Stato autonomo del Northland, anch'esso non riconosciuto da alcun altro Stato ed incorporato nel Puntland lo stesso giorno del Maakhir.
Nel 2012 è stato proclamato il nuovo Stato autonomo del Khatumo, che rivendica tutti i territori al centro della controversia.

## Oggetti e storia della disputa

### Sanag
Sulla regione di Sanag reclamano la propria sovranità sia il Somaliland che il Puntland. La controversia su questa regione risale al 1998, l'anno di nascita del Puntland, che appena proclamatosi Stato autonomo dichiarò la regione parte del proprio territorio. Prima di allora, il Sanag era entrato a far parte del Somaliland fin dalla nascita di questo Stato, avvenuta nel 1991 dopo con la caduta del regime di Siad Barre e l'inizio della guerra civile somala.
Il Puntland reclama il Sanag e le altre regioni contese in quanto abitate principalmente dalla cabila dei Darod, che è di gran lunga quella maggioritaria in quasi tutto il suo territorio. Il Somaliland invece le considera regioni proprie in quanto storicamente appartenenti al protettorato della Somalia Britannica, di cui il Somaliland vuole ricreare l'unità politica e territoriale.
Nella contesa è intervenuto dal 2004, anno in cui è sorto, anche il Governo Federale di Transizione, l'unico governo centrale somalo riconosciuto internazionalmente. Infatti il Somaliland a livello internazionale è solo considerato Stato autonomo, ma reclama fin dal 1991 l'indipendenza dal resto della Somalia, benché finora nessuno Stato l'abbia mai formalmente riconosciuta. Quindi l'autorità centrale ha più volte affermato la propria sovranità su tutto il Somaliland ed anche sulle regioni contese, sostenendo il Puntland nella controversia per indebolire gli indipendentisti.

### Sol
Oggetto della disputa è anche la regione di Sol. Nel 2006 l'Unione delle Corti Islamiche incluse all'interno della propria ampia alleanza la corti di questa regione, ma le truppe dell'Unione non arrivarono mai ad occuparla.
La regione è stata controllata dal Puntland dal 2003 al 2007, quando è stata occupata dalle forze del Somaliland, la cui presenza su questo territorio non è stata ben accetta ed ha suscitato una forte opposizione interna.

### Cayn
La regione di Ayn, meglio nota come Cayn, è anch'essa al centro della contesa, ma si badi che ufficialmente non esiste e non è riconosciuta come regione o altra suddivisione amministrativa della Somalia. Essa infatti è la parte sudorientale della regione di Tug Dair, ma è considerata una regione a sé dal Puntland e da altri Stati sorti nella Somalia settentrionale, come il Northland ed il Khatumo.
Anche in questo caso la disputa è iniziata quando nel 1998 è stato dichiarato lo Stato autonomo del Puntland, che fin dalla nascita ha reclamato la regione come parte del proprio territorio. Il Somaliland invece considera Ayn parte integrante della regione di Tug Dair e non le riconosce alcuna autonomia, in ossequio alla suddivisione amministrativa ufficiale.

## Scontri armati

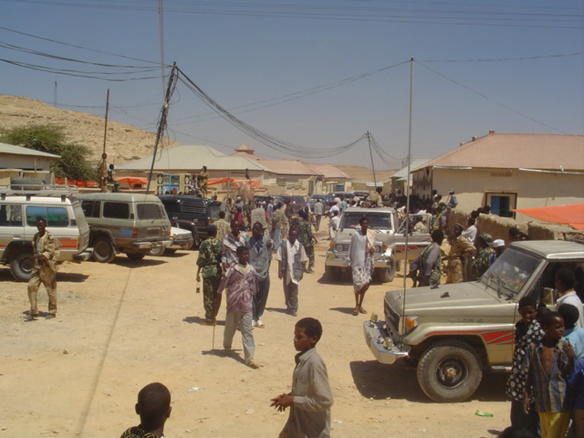
Las Anod, principale città contesa tra Somaliland e Puntland

La controversia non è rimasta confinata al livello politico e diplomatico, ed anzi in tutti i territori interessati si è tradotta in varie occasioni in scontri armati che hanno tra le forze dei due Stati, con vittime e prigionieri catturati ad entrambe le fazioni e poi scambiati. Talvolta anche gruppi armati locali sono stati coinvolti.

### Presa di Las Anod
Il conflitto più forte generato dalla disputa territoriale è scoppiato nell'ottobre 2007 per il controllo della città di Las Anod, capoluogo della regione di Sol. L'esercito del Somaliland ha attaccato e catturato la città, fino ad allora sotto il controllo delle truppe del Puntland.
Gli scontri hanno causato tra 10 e 20 morti.

### Scontri nel Cayn del 2010
Nel 2010 numerosi scontri riconducibili alla controversia territoriale si sono verificati nella non riconosciuta regione di Cayn.
Truppe del Somaliland e dell'Etiopia sono entrate nella regione il 15 maggio 2010 per monitorarla meglio in vista delle elezioni presidenziali del Somaliland che si sarebbero tenute il mese successivo e avrebbero potuto aumentare le già presenti tensioni. I militari hanno controllato vari città e villaggi per trovare le milizie pro-Puntland delle cabile locali.. Sono seguiti scontri tra le truppe e le milizie locali che hanno causato 13 morti e 33 feriti.
Tra maggio e luglio dello stesso anno sempre le truppe di Somaliland ed Etiopia sono state impegnate in scontri armati con il Northern Somali Unionist Movement (NSUM), gruppo autonomista delle regioni contese e fortemente nazionalista, ostile al Somaliland e contrario alla sua indipendenza. I morti in tutto sono stati una decina.